# Jurij Ozerov
Jurij Ozerov (russisk: Ю́рий Никола́евич О́зеров) (født 26. januar 1921 i Moskva i Sovjetunionen, død 16. oktober 2001 i Moskva i Rusland) var en sovjetisk filminstruktør og manuskriptforfatter.

## Filmografi
- Osvobozjdenije (Освобождение, 1970)[1][2]
- Syn (Сын, 1955)
- Soldaty svobody (Солдаты свободы, 1977)
- Bitva za Moskvu (Битва за Москву, 1985)
- Stalingrad (Сталинград, 1990)